# Luftfuktare

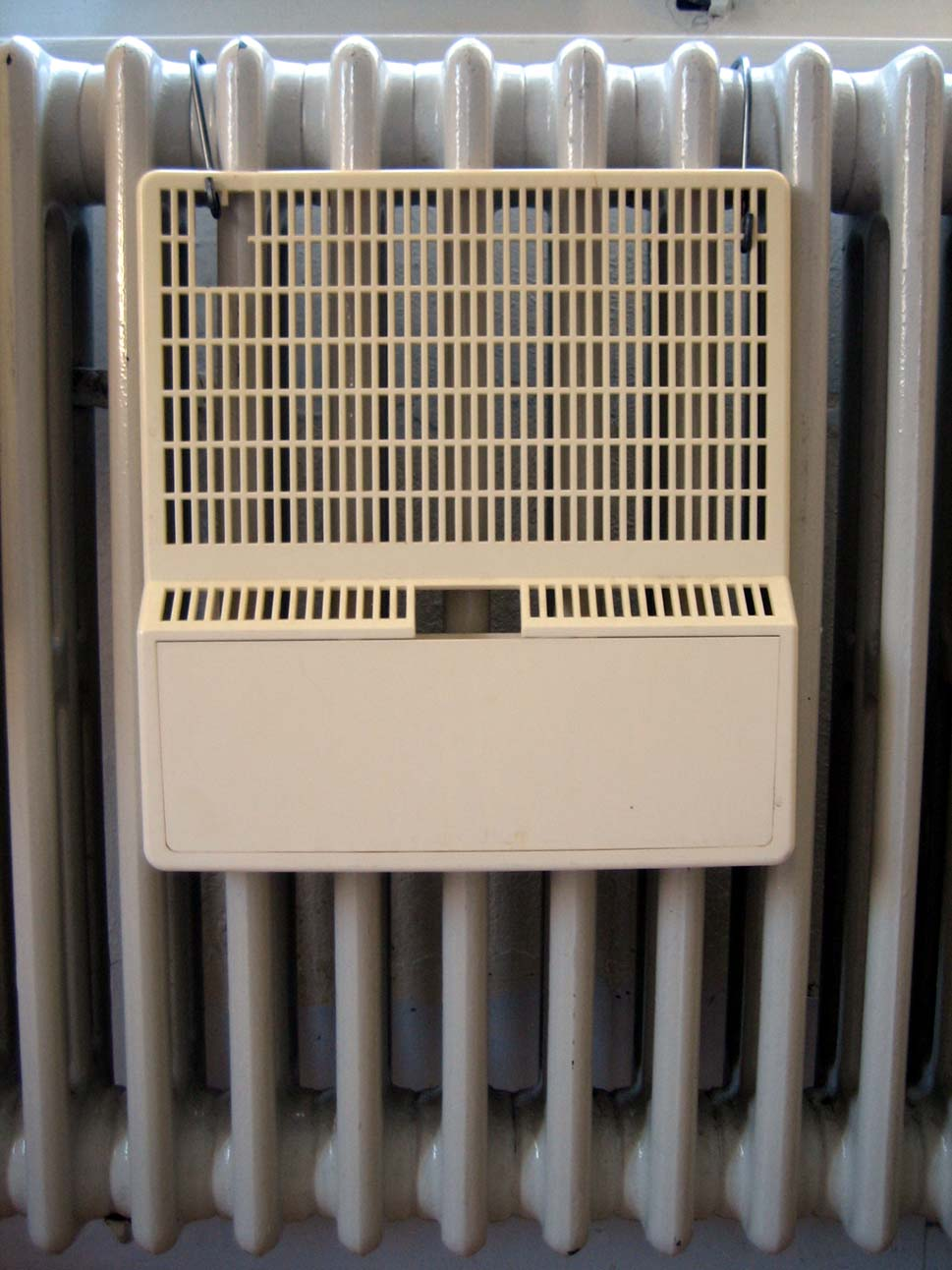
En luftfuktare på en varmvattenradiator.

Luftfuktare är en anordning vars syfte att höja en luftmängds relativa luftfuktighet.
En luftfuktare producerar ånga som absorberas i luften. Den brukar ha en inbyggd vattenbehållare som användaren fyller på. Det finns flera typer av luftfuktare med olika för- och nackdelar.
I inomhusmiljöer rekommenderas en relativ luftfuktighet mellan 30 och 60 procent. För låg relativ luftfuktighet kan bland annat leda till torr hud och torra luftvägar. Det har även argumenterats att ökad luftfuktighet kan motverka smittspridning och allvarliga infektioner av luftburna sjukdomar. En studie genomförd av Massachusetts Institute of Technology visade på färre fall av Covid-19 i miljöer med en relativ luftfuktighet på mellan 40 och 60%, både högre och lägre luftfuktighet än så ledde till en ökad smittspridning. En risk med luftfuktare är att de kan orsaka fuktskador.
För att istället minska den relativa luftfuktigheten används en avfuktare.